# Columbus (Indiana)
Columbus è una città degli Stati Uniti d'America, capoluogo della Contea di Bartholomew, nello Stato dell'Indiana, soprannominata “l’Atene nella prateria”. Columbus è una città del Midwest, che ha la particolarità di ospitare una serie di particolari progetti architettonici diversi.
Nel 2017 a Columbus è stato ambientato l'omonimo film Columbus.
La popolazione era di 44 677 abitanti nel censimento del 2011.